# Khyber Pakhtunkhwa
Khyber Pakhtunkhwa (in pashtu: خیبر پښتو‌نخوا), in precedenza nota come Provincia della Frontiera del Nord Ovest (in inglese: North-West Frontier Province o NWFP) e colloquialmente nota come Sarhad (pashtu, hindko, urdu: سرحد, letteralmente "frontiera"), è una delle quattro province del Pakistan, con capoluogo Peshawar. Altri nomi con cui è nota sono Gandhara, nome antico della regione, e Afghania, in riferimento ai pashtun che la abitano, noti come Afghani prima della nascita dello stato omonimo.

## Il nome
In inglese la regione è stata nota fino al 19 aprile 2010 come North West Frontier Province (spesso abbreviato in NWFP). Prende inoltre il nome di Sarhad (سرحد), che significa Frontiera, in Urdu, lingua ufficiale del Pakistan. In Lingua pashtu (la più parlata nella regione) viene invece chiamata Pakhtunkhwa (پښتونخواه) ossia Area Pashtun, termine usato soprattutto dai nazionalisti Pashtun.

## Confini
Una parte della Linea Durand la congiunge all'Afghanistan a ovest e a nord. Confina inoltre con i Territori del Nord a nord-est, con l'Azad Kashmir, il Punjab pakistano e il Territorio della capitale a est e con le Aree tribali di Amministrazione Federale, che la separano dal Belucistan, a sud.

## Distretti
La provincia ha 24 distretti, tra cui 18 Distretti di Area insediata e 6 Aree tribali amministrate dalla provincia (PATA), la cui amministrazione è competenza del Presidente del Pakistan e del Governatore della provincia, per gli articoli 246 e 247 della Costituzione del Pakistan.

### Dettagli
| No. distretto | Distretto        | Capoluogo        | Superficie (km²) | Abitanti (1998) | Densità (abitanti/km²) | Divisione        |
| ------------- | ---------------- | ---------------- | ---------------- | --------------- | ---------------------- | ---------------- |
| 1             | Abbottabad       | Abbottabad       | 1 967            | 880 666         | 448                    | Hazara           |
| 2             | Bannu            | Bannu            | 1 227            | 675 667         | 551                    | Bannu            |
| 3             | Battagram        | Battagram        | 1 301            | 307 278         | 236                    | Hazara           |
| 4             | Buner            | Daggar           | 1 865            | 506 048         | 271                    | Malakand         |
| 5             | Charsadda        | Charsadda        | 996              | 1 022 364       | 1 026                  | Peshawar         |
| 6             | Chitral          | Chitral          | 14 850           | 318 689         | 21                     | Malakand         |
| 7             | Dera Ismail Khan | Dera Ismail Khan | 7 326            | 852 995         | 116                    | Dera Ismail Khan |
| 8             | Hangu            | Hangu            | 1 597            | 614 529         | 385                    | Kohat            |
| 9             | Haripur          | Haripur          | 1 725            | 692 228         | 401                    | Hazara           |
| 10            | Karak            | Karak            | 3 372            | 430 796         | 128                    | Kohat            |
| 11            | Kohat            | Kohat            | 2 545            | 562 644         | 221                    | Kohat            |
| 12            | Upper Kohistan   | Dassu            | 7 492            | 472 570         | 63                     | Hazara           |
| 13            | Lakki Marwat     | Lakki Marwat     | 3 164            | 490 025         | 155                    | Bannu            |
| 14            | Lower Dir        | Timergara        | 1 582            | 717 649         | 454                    | Malakand         |
| 15            | Malakand         | Batkhela         | 952              | 452 291         | 475                    | Malakand         |
| 16            | Mansehra         | Mansehra         | 4 579            | 1 152 839       | 252                    | Hazara           |
| 17            | Mardan           | Mardan           | 1 632            | 1 460 100       | 895                    | Mardan           |
| 18            | Nowshera         | Nowshera         | 1 748            | 874 373         | 500                    | Peshawar         |
| 19            | Peshawar         | Peshawar         | 1 257            | 2 019 118       | 1 606                  | Peshawar         |
| 20            | Shangla          | Alpuri           | 1 586            | 434 563         | 274                    | Malakand         |
| 21            | Swabi            | Swabi            | 1 543            | 1 026 804       | 665                    | Mardan           |
| 22            | Swat             | Saidu Sharif     | 5 337            | 1 257 602       | 290                    | Malakand         |
| 23            | Tank             | Tank             | 1 679            | 238 216         | 142                    | Dera Ismail Khan |
| 24            | Upper Dir        | Dir              | 3 699            | 575 858         | 156                    | Malakand         |
| 25            | Torghar          | Judba            | 497              | 185 000         | 372                    | Hazara           |
| 26            | Lower Kohistan   | Pattan           | 7 492            | 472 570         | 63                     | Hazara           |